# Vogelburg
Koordinaten: 50° 19′ 52″ N, 8° 20′ 38″ O
Die Vogelburg beim Dorf Hasselbach im hessischen Hochtaunuskreis im Mittelgebirge Taunus ist ein privat betriebener Park für Papageien, der 1981 gegründet wurde.

## Geographische Lage
Die Vogelburg liegt innerhalb des Östlichen Hintertaunus im Naturpark Taunus etwa 900 m südlich der Dorfkirche St. Margaretha des Weilroder Ortsteils Hasselbach. Etwas oberhalb des am nordwestlichen Eichelbach-Zufluss Langenbach gelegenen Dorfs befindet sich der Park auf etwa 400 bis 420 m ü. NHN auf dem unteren Teil der Nordnordostflanke des Stückelbergs (509,7 m). Wenige Meter nördlich an der Anlage vorbei führt von Schwickershausen im Südwesten – südlich vorbei an Hasselbach und im Rahmen ihres Nordostabschnitts durch das Bachtal verlaufend – nach Rod an der Weil im Nordosten die Landesstraße 3030. Auf der gegenüberliegenden Straßenseite der L3030 liegt die 1892 errichtete Marienkapelle.

## Anlage

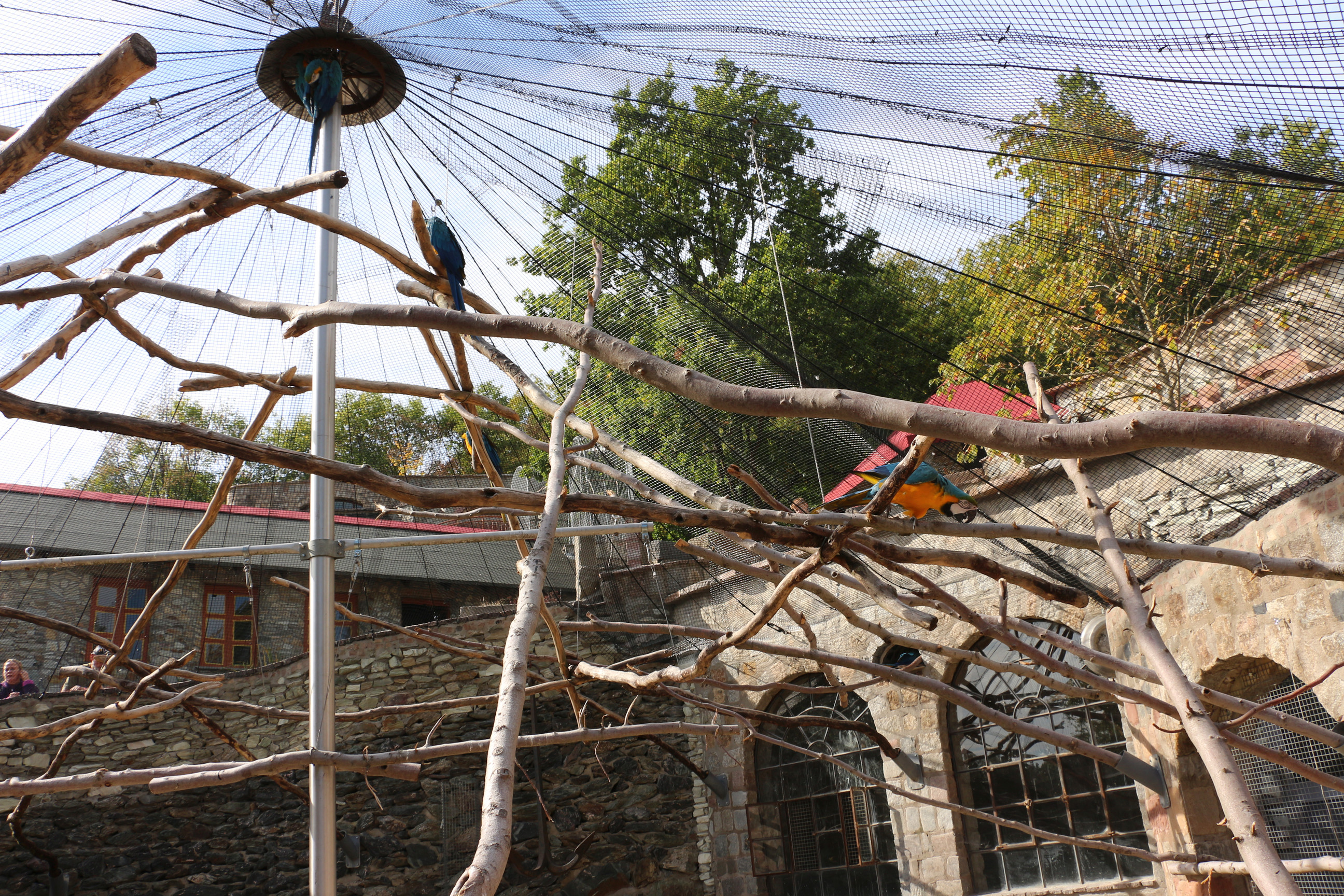
Freifluganlage

In der Vogelburg leben mehr als 700 Vögel in insgesamt 37 Häusern und begehbaren Freifluganlagen. Dazu gehören Papageien wie Aras, Blaustirnamazonen, Graupapageien, Rotmasken- und Braunohrsittiche und Kakadus. Daneben sind Beos zu sehen. Die Vögel werden sowohl einzeln als auch in kleinen Gruppen gehalten; häufiger aber auch in großen Gruppen mit mehreren Arten.
Sämtliche Gebäude sind aus lokal gewonnenen Schiefer-Bruchsteinen gemauert. Hierdurch hat die Anlage ein Aussehen, das an eine mittelalterliche Burg erinnert. Die Häuser sind durchnummeriert und durch ein Wegenetz verbunden.

## Besuchsmöglichkeiten
Die ausgestellten Vögel können ausschließlich mit zu erwerbendem Futter von den Besuchern gefüttert und teilweise auch angefasst werden. Ausgesuchte Vögel werden im Rahmen einer Papageienschau mehrfach täglich in einem kinoähnlichen Saal präsentiert, wo sie Kunststücke aufführen.
Die Vogelburg bietet die Möglichkeit, Papageien aus Privathaltung dauerhaft („Altersruhesitz“) oder vorübergehend („Pensionsgast“ z. B. als Unterbringung während der Urlaubszeit) aufzunehmen.

## Geschichte

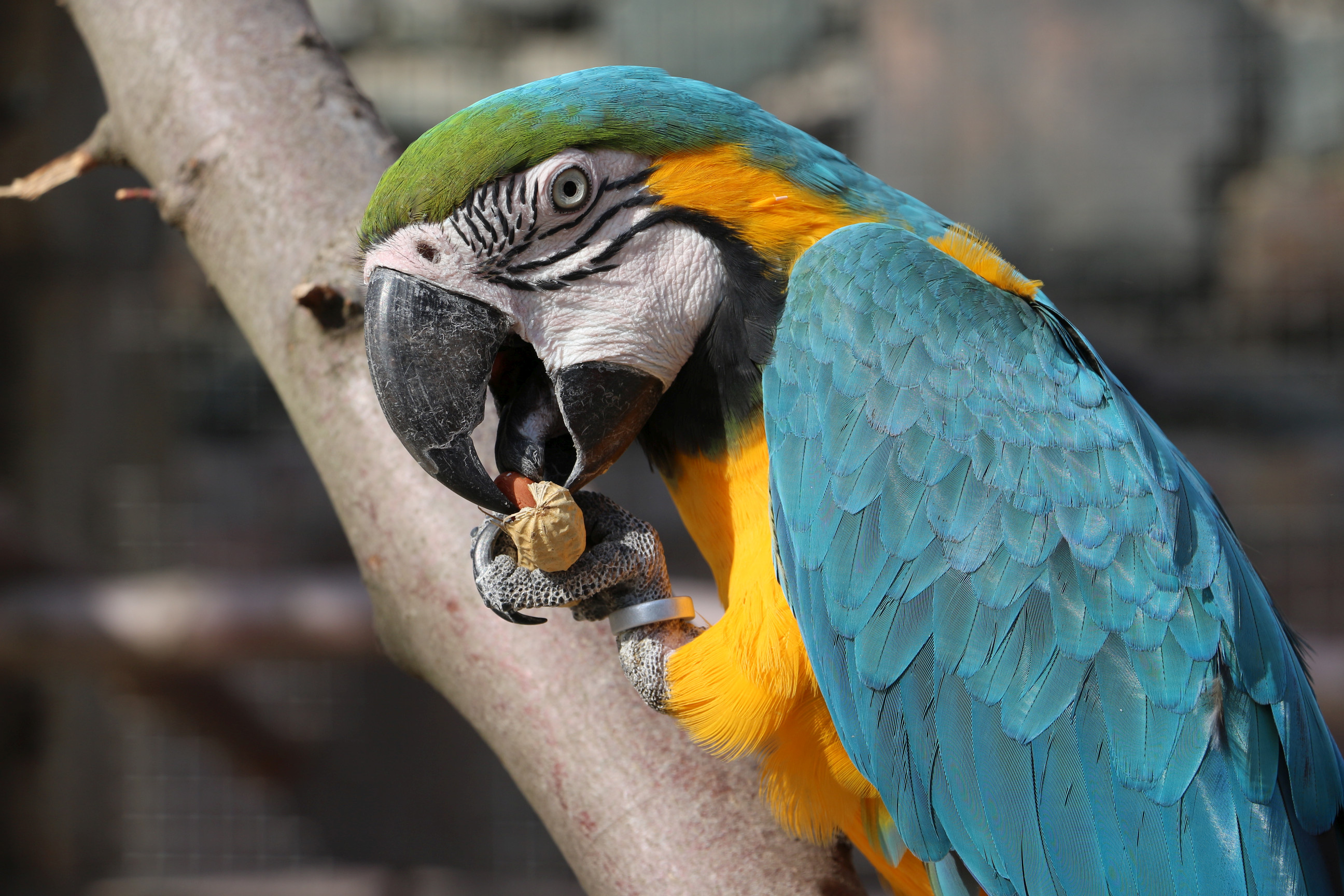
Gelbbrustara in der Vogelburg Weilrod

Die Vogelburg wurde 1981 als private Einrichtung gegründet. Im September 1993 wurde sie vom Regierungspräsidenten vorübergehend geschlossen, da die Haltung der Vögel nicht artgerecht sei. 39 Vögel wurden beschlagnahmt und kamen in amtliche Obhut. Gegen diese Schließung richtete sich massiver Protest. Auch die SPD in Weilrod kritisierte den hessischen Naturschutzminister Jörg Jordan (SPD) wegen dieser ihrer Meinung nach sachlich ungerechtfertigten Schließung. Ende März 1994 wurde die Schließungsverfügung durch das Regierungspräsidium zurückgenommen und der Park öffnete wieder. Allerdings konnten nur wenige der beschlagnahmten Tiere zurückgegeben werden, da die Mehrzahl während der durch die Beschlagnahmung vorgenommenen Zwangsunterbringung verstorben war.
Der Park finanziert sich durch Eintrittsgelder, Beiträge der Club-Mitglieder und durch Spenden.

## Weblinks

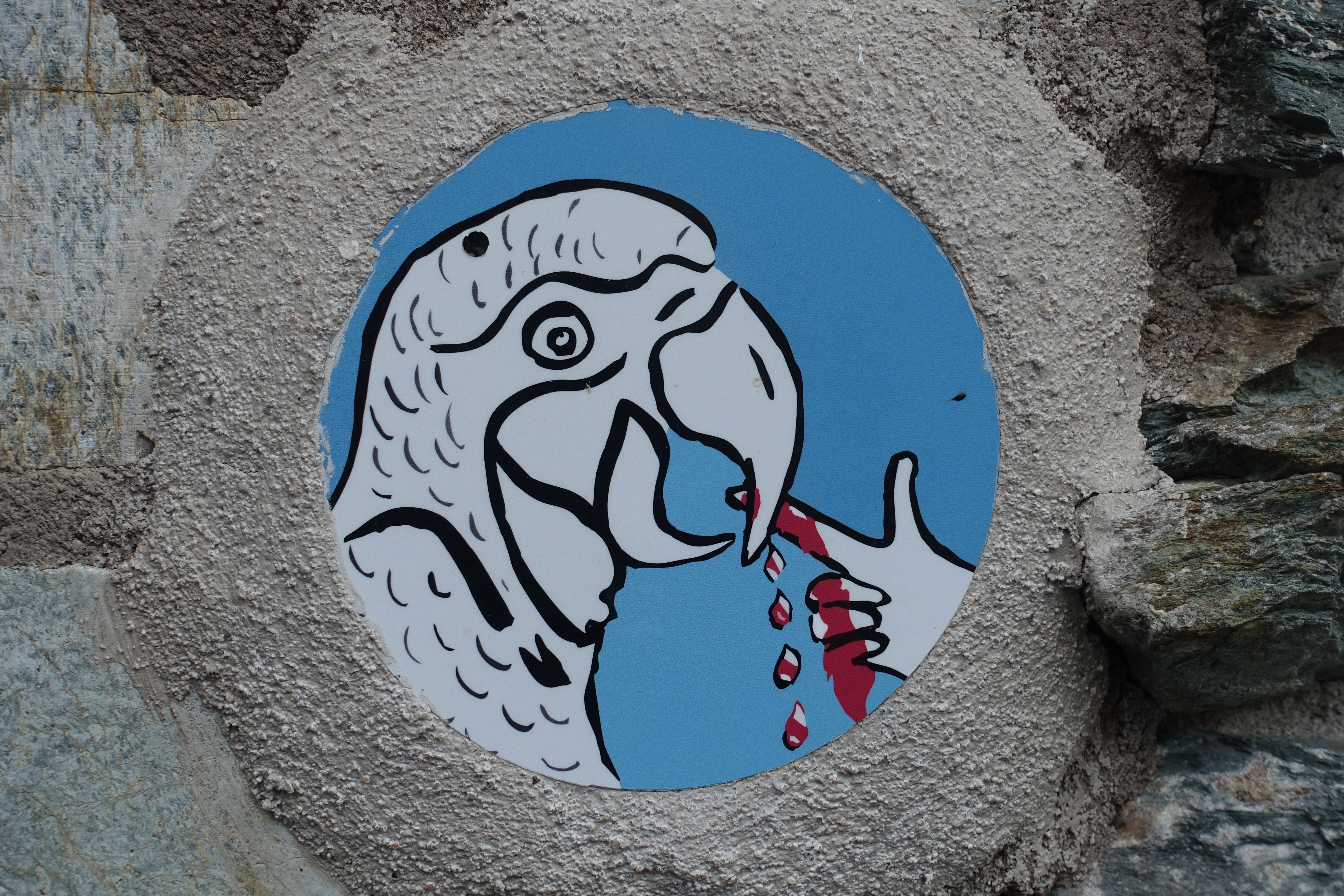
Das Betreten der Volieren geschieht auf eigenes Risiko. Einige Vögel beißen, wenn sie bedrängt werden oder eifersüchtig sind